# Socovce
Socovce (allemand : Sankt Maria in der Turz, hongrois : Szocóc) est un village de Slovaquie situé dans la région de Žilina.

## Histoire
La première mention écrite du village date de 1258.

## Démographie

### Évolution de la population
| Année:               | 1994. | 2004.   | 2014.   | 2024.   |
| -------------------- | ----- | ------- | ------- | ------- |
| Nombre de personnes: | 230   | 243     | 245     | 227     |
| Différence:          |       | +5,65 % | +0,82 % | -7,34 % |

| Année:               | 2023. | 2024.   |
| -------------------- | ----- | ------- |
| Nombre de personnes: | 228   | 227     |
| Différence:          |       | -0,43 % |